# Semyrilla
Semyrilla is een geslacht van vlinders van de familie slakrupsvlinders (Limacodidae).

## Soorten
- S. barisana (West, 1937)
- S. lineata (Holland, 1893)